# كاري هارت
كاري هارت (بالإنجليزية: Carey Hart)‏ هو متسابق دراجات نارية أمريكي، ولد في 17 يوليو 1975 في سيل بيتش في الولايات المتحدة.

## وصلات خارجية
- كاري هارت على موقع IMDb (الإنجليزية)
- كاري هارت على موقع إن إن دي بي (الإنجليزية)
- كاري هارت على موقع قاعدة بيانات الفيلم (الإنجليزية)